# حاجی امیر پایین
حاجی امیر پایین، روستایی از توابع بخش مرکزی شهرستان آستارا در استان گیلان ایران است.